# Microsoft Dynamics

Logotipo

Microsoft Dynamics, também conhecido como Dynamics CRM e Dynamics 365, é uma linha de software da Microsoft destinado a gestão corporativa ERP, para ajudar na tomada de decisões gerenciais e melhorar os resultados administrativos e financeiros das empresas. 
Ele era anteriormente conhecido pelo seu nome de projeto Green. Ele substitui a família de aplicativos da Microsoft Business Solutions. Esta familia de produtos inclui vários softwares como Microsoft Dynamics AX (ex-Axapta), voltado para a gestão corporativa ERP. Atualmente, a versão do Microsoft Dynamics mais atualizada é o Microsoft Dynamics 365.

## Microsoft Dynamics CRM
O Microsoft Dynamics CRM, é voltado para o relacionamento com clientes e automação de vendas:
- Customer Relationship Management (CRM)
- Enterprise Resource Planning (ERP)
- Microsoft Dynamics AX (antigo Axapta)
- Microsoft Dynamics Entrepreneur Solution 2008 (solução nova para empresas pequenas e médias)
- Microsoft Dynamics GP (antigo Great Plains)
- Microsoft Dynamics NAV (antigo Navision)
- Microsoft Dynamics SL (antigo Solomon)
- Microsoft Retail Management System (antigo QuickSell)

## Microsoft Dynamics 365
Em 2018 o Microsoft Dynamics está na versão Microsoft Dynamics 365, com os seguintes módulos:
- Dynamics 365 for Sales
- Dynamics 365 for Retail
- Dynamics 365 for Finance and Operations
- Dynamics 365 for Talent
- Adobe Marketing Cloud[5]

### Dynamics 365 for Sales
O Dynamics 365 for Sales contém as características de personalizar relacionamentos, prever as necessidades do cliente para aumentar as vendas, conectando-se com os compradores e expandindo os relacionamentos de vendas combinando o LinkedIn Sales Navigator com o Dynamics 365 for Sales, e conectando perfeitamente os dados de negócios aos dados do Microsoft Office 365.

### Dynamics 365 for Retail
O Dynamics 365 for Retail cria experiências de compras personalizadas, para unificar as operações digitais, em loja e no back-office para personalizar a interação dos clientes e aumentar a produtividade dos funcionários.
- Interagir com todos os compradores em qualquer lugar
- Promover um comércio unificado para aumento de receita, satisfação dos clientes e a fidelização da marca oferecendo uma experiência de compra consistente.
- Criar uma experiência de loja moderna, para gerenciar com maior eficiência e adaptar-se imediatamente às mudanças nas necessidades dos clientes.
- Gerenciar o merchandising de modo eficiente, melhorando o gerenciamento de informações sobre produtos, categorias, variedade e preços.
- Otimização das operações por meio de insights de clientes e produtos, para reduzir os custos de abastecimento e melhorar a utilização de inventário.
- Inovação com uma plataforma moderna e adaptável, para impulsionar a inovação com um aplicativo fácil de adaptar, estender e conectar a outros aplicativos e serviços que clientes e fornecedores já usam, para acelerar a expansão de seus negócios.

### Dynamics 365 for Finance and Operations
O Dynamics 365 for Finance and Operations tem como característica modernizar suas operações de negócios nas áreas de finanças, manufatura e cadeia de fornecedores para gerar novo crescimento. 
- Acelerar a expansão de seus negócios para unifique as finanças e operações, capacitar as pessoas para tomar decisões embasadas rapidamente, ajudar as empresas a se adaptarem depressa às demandas de mercado em constante mudança e impulsionar o crescimento dos negócios.
- Elevar sua performance financeira para fechar registros mais rápido, fornecer relatórios robustos, aumentar a lucratividade com business intelligence e garantir conformidade global.
- Executar operações mais inteligentes, para obter agilidade e eficiência na fabricação, para conectar e otimizar o planejamento de produção, o agendamento, as operações e o gerenciamento de custos.
- Automatizar e simplificar a cadeia de fornecedores com gerenciamento unificado e avançado de depósito e inventário para melhorar o abastecimento, a aquisição de material e a logística.
- Inovar com uma plataforma moderna e adaptável com um aplicativo inteligente e fácil de adaptar, estender e conectar a outros aplicativos e serviços que funcionários, clientes e fornecedores da empresa já usam.

### Dynamics 365 for Talent
O Dynamics 365 for Talent tem a característica de atrair as pessoas certas para integrar, engajar e desenvolver seus talentos de forma coesa, e reter funcionários. Os funcionários de hoje querem trabalhar para empresas em que possam fazer seu melhor trabalho, demonstrar seu impacto e impulsionar o crescimento da carreira. 
- Contratar as pessoas certas, mais rápido. Atraia pessoas altamente qualificadas e talentosas com uma experiência de recrutamento convincente que envolve os candidatos e facilita a colaboração em toda a equipe de contratação.
- Preparar os funcionários para o sucesso, garantindo que os novos funcionários sejam produtivos e causem impacto ao longo dos primeiros meses críticos, com uma experiência de integração personalizada.
- Promover uma cultura de excelência, para inspirar as pessoas a fazerem seu melhor trabalho, com comentários contínuos, ferramentas de elogios e avaliações colaborativas que permitem recompensar os funcionários que alcançam os melhores resultados.
- Habilitar o desenvolvimento e o crescimento, com capacitação dos funcionários, criando um ambiente de crescimento com um plano de carreira personalizado, aprendizado contínuo e guias de desenvolvimento.
- Promover a excelência operacional, para aumentar o impacto de negócios e criar uma cultura ágil e de alta performance com tarefas automatizadas de RH, análise de pessoas e iniciativas estratégicas conectadas.

### Adobe Marketing Cloud
O Adobe Marketing Cloud foi criado para transformar a jornada de negócios, fornecendo experiências personalizadas em todos os seus envolvimentos de marketing e vendas em escala com o Dynamics 365 e o Adobe. 
- Unificando as vendas e o marketing para conectar experiências do cliente, para ajudar a transformar digitalmente a jornada do cliente. Com uma plataforma integrada e dados que fornecem uma visão completa de seus clientes, que pode personalizar as experiências dos clientes em todos os pontos de contato em escala global.
- Criar experiências perfeitas para os clientes em todas as interações.
- Maximizar o retorno sobre o investimento em marketing com dados integrados de vendas. Obtendo uma visão completa dos clientes para campanhas entre canais com a integração entre o Adobe Marketing Cloud e o Microsoft Dynamics 365.
- Fornecer o conteúdo certo em todos os pontos de contato, para conquistar o público em todos os dispositivos e canais com conteúdo avançado, relevante e personalizado, fornecido no momento certo e com base em dados unificados de vendas e marketing.
- Reunir recursos de marketing avançados e inteligência de vendas integrada em uma plataforma segura para criar relacionamentos confiáveis em escala global.

### Edições do Microsoft Dynamics 365
- Dynamics 365 Enterprise Edition Plano 1 - Camada 1 (1-99 Usuários)
- Dynamics 365 Enterprise Edition Plano 1 - Camada 2 (100-249 Usuários)
- Dynamics 365 Enterprise Edition Plano 1 - Camada 3 (250-499 Usuários)
- Dynamics 365 Enterprise Edition Plano 1 - Camada 4 (500-999 Usuários)
- Dynamics 365 Enterprise Edition Plano 1 - Camada 5 (Mais de 1.000 Usuários)
- Dynamics 365 for Customer Service Enterprise Edition
- Dynamics 365 for Field Service Enterprise Edition
- Dynamics 365 for Operations Activity Enterprise Edition
- Dynamics 365 for Project Service Automation Enterprise Edition
- Dynamics 365 for Retail Enterprise Edition
- Dynamics 365 for Sales Enterprise Edition
- Dynamics 365 for Talent Enterprise Edition
- Dynamics 365 for Team Members Enterprise Edition